# Tresors nacionals de Corea

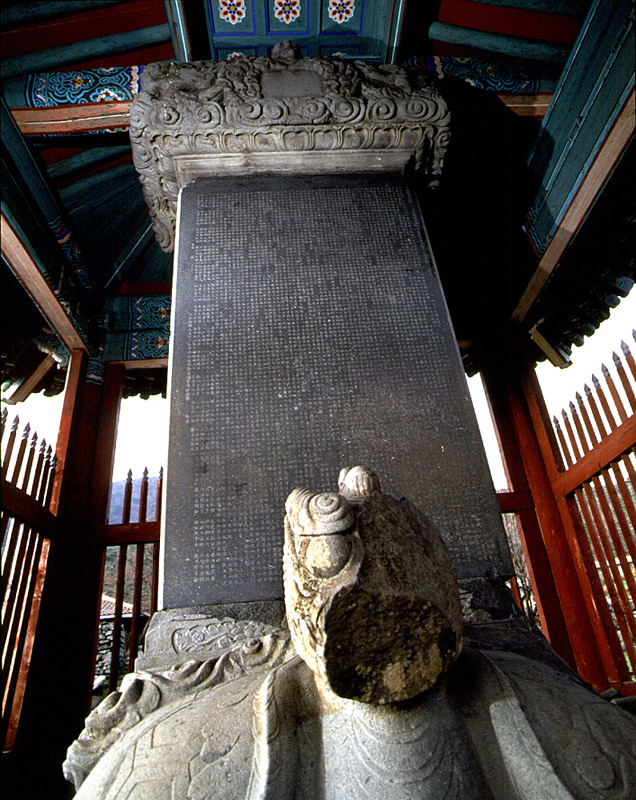
Tresor nacional núm.8 de Corea del Sud, una estela que commemora el monjo Nanghye. Situat al temple de Seongjusa, Boryeong.

Els Tresors nacionals de Corea són un conjunt numerat de tresors tangibles, artefactes, llocs i edificis que són reconeguts pel govern del Corea del Sud com a que tenen un excepcional valor artístic, cultural i històric per al país. Que un objecte siga considerat tresor nacional implica que pertany a una de les categories més prestigioses del patrimoni cultural sud-coreà, sent la vuitena categoria segons la classificació feta per l'Oficina de Propietats Culturals.
El 1962 fou promulgat al Llei de Protecció Cultural.

## Crítiques
L'investigador sud-coreà Hyung Il Pai criticà negativament les polítiques de selecció dels tresors nacionals.